# Ялагин, Иван Васильевич
Иван Васильевич Ялагин — советский хозяйственный, государственный и политический деятель, Герой Социалистического Труда.

## Биография
Родился в 1914 году в селе Малое Сескино. Член КПСС.
С 1929 года — на хозяйственной, общественной и политической работе. В 1929—1968 гг. — подсобный рабочий, штукатур, штукатур-отделочник на заводе «Хромпик», штукатур на строительстве автозавода в городе Горький, штукатур завода им Орджоникидзе в городе Челябинске, участник Великой Отечественной войны, командир отделения сапёрного взвода 1243-го стрелкового полка 375-й стрелковой дивизии, штукатур, бригадир штукатуров строительно-монтажного управления № 4 треста «Электростальстрой» Главмособлстроя.
Указом Президиума Верховного Совета СССР от 9 августа 1958 года присвоено звание Героя Социалистического Труда с вручением ордена Ленина и золотой медали «Серп и Молот».

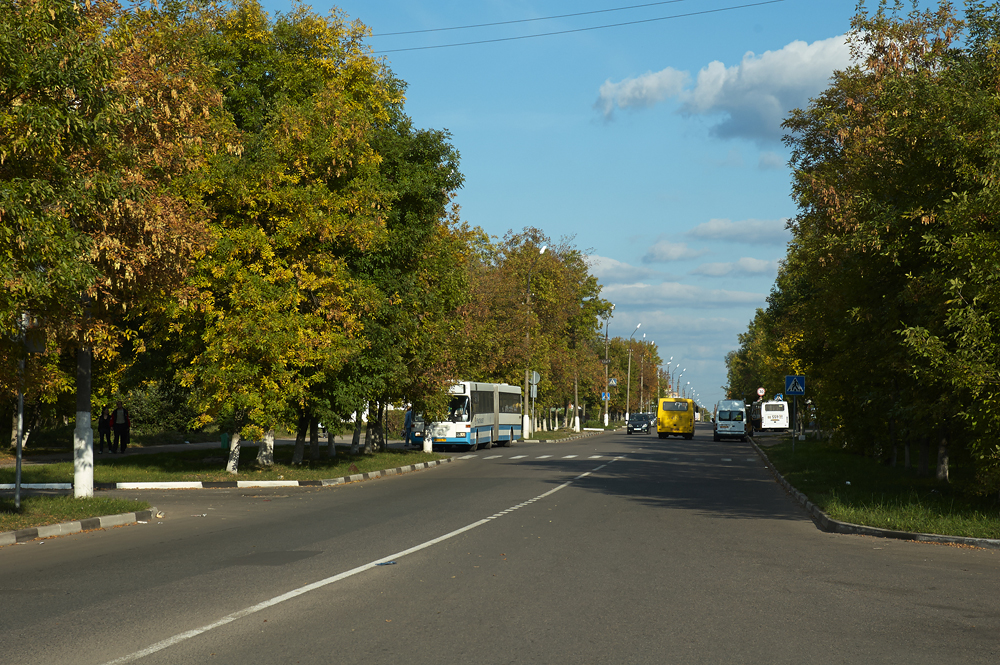
Улица Ялагина в Электростали

Делегат XXII съезда КПСС.
Умер в Электростали в 1968 году.